# Hadena caloscotina
Hadena caloscotina är en fjärilsart som beskrevs av Dyar 1913. Hadena caloscotina ingår i släktet Hadena och familjen nattflyn. Inga underarter finns listade i Catalogue of Life.